# Pianificazione famigliare naturale
La pianificazione famigliare naturale (NFP) comprende i metodi di pianificazione familiare delle nascite approvati dalla Chiesa cattolica e da alcune denominazioni protestanti sia per ottenere che per posticipare o evitare una gravidanza. La PFN esclude i cosiddetti metodi di “contraccezione naturale”.
La Chiesa Cattolica ritiene etica l'astinenza sessuale per evitare o posporre una gravidanza per giustificati motivi. Sono ammessi i rapporti sessuali nei periodi in cui una donna è naturalmente infertile.

## Storia

### Prima del XX secolo
Nella storia antica, alcuni scrittori cristiani erano contrari all'astinenza per impedire il parto e altri lo consentivano. Forse il primo scritto cristiano sull'astinenza periodica fu di Clemente d'Alessandria il quale scrisse: "Che l'educatore (Cristo) ci svergogni con la parola di Ezechiele: 'Mettete via le vostre fornicazioni' [Eze. 43:9]. Perché, anche le bestie irragionevoli sanno abbastanza per non accoppiarsi in certi momenti. Perché indulgere ad avere rapporti senza volere figli è oltraggiare la natura, che dovremmo prendere come nostra maestra”.
Nell'anno 388 sant'Agostino scriveva contro i manichei: «Non sei tu che solevi consigliarci di osservare il più possibile il tempo in cui la donna, dopo la sua purificazione, è più adatta a concepire, e ad astenersi dalla convivenza a quel tempo...?" I manichei (il gruppo di cui scrisse il padre della chiesa primitiva Sant'Agostino e che considerava eretico) credevano che fosse immorale creare figli, perché la procreazione finiva coll’intrappolare le anime all’interno di corpi mortali. Agostino li condannò per il loro uso dell'astinenza periodica durante i periodi fertili: "Da ciò ne consegue che consideri il matrimonio non per procreare figli, ma per saziare la lussuria".  Intorno all'anno 401, sant'Agostino scrisse "Del bene del matrimonio" in cui affermava che le coppie sposate hanno la possibilità di avere rapporti sessuali senza che nessuno dei due intenda procreare: "Poiché, mentre per quanto concerne l'uso naturale, quando va oltre il patto del matrimonio, cioè al di là della necessità di procreare, è perdonabile se si tratta di una moglie, condannabile se si tratta di una meretrice; ciò che è contro natura è esecrabile se fatto da una prostituta, ma più esecrabile se si tratta di una moglie".
San Tommaso d'Aquino scriveva nella sua Summa contra gentiles: "Quindi è chiaro che ogni emissione del seme è contraria al bene dell'uomo, quando questa avviene in modo da rendere impossibile la generazione; e se questa viene fatta apposta, deve essere un peccato, intendo un modo in cui la generazione è in se stessa impossibile, come avviene in ogni emissione del seme senza l'unione naturale del maschio e della femmina: onde tali peccati si chiamano 'peccati contro natura'. Ma se è per caso che la generazione non può seguire dall'emissione del seme, l'atto non è contro natura per questo motivo né è peccaminoso: il caso della donna sterile sarebbe un esempio calzante".
Martin Lutero e Giovanni Calvino erano contrari al controllo non naturale delle nascite. Secoli dopo, John Wesley, il leader del movimento metodista, disse che il controllo non naturale delle nascite poteva distruggere la propria anima.
Se i manichei avevano un'idea precisa della porzione fertile del ciclo mestruale, tale conoscenza morì con loro. I tentativi documentati di prevenire la gravidanza praticando l'astinenza periodica non compaiono più fino alla metà del XIX secolo, quando vari metodi basati sul calendario furono sviluppati "da alcuni pensatori laici" (ad esempio, il metodo Ogino-Knaus). della Chiesa Cattolica Romana risale al 1853, quando una sentenza del Sacro Penitenziario della Chiesa affrontò l'argomento. Distribuita ai confessori, la sentenza affermava che le coppie che avevano da sole iniziato la pratica dell'astinenza periodica non commettevano peccato se ciò era fatto in presenza di “gravi motivi” di tipo sociale, economico, medico. La Chiesa sostiene che le motivazioni alla base della PFN non dovrebbero essere egoistiche o egocentriche. Nel 1880 la Sacra Penitenzieria riaffermò la sentenza del 1853 e andò leggermente oltre, suggerendo che, nei casi in cui la coppia stesse già praticando il controllo artificiale delle nascite e non potesse essere dissuasa a desistere dalla regolazione delle nascite, il confessore potrebbe legittimamente insegnare loro l'astinenza periodica.

### All'inizio del XX secolo
Nel 1905, il ginecologo olandese Theodoor Hendrik van de Velde dimostrò che le donne ovulano solo una volta per ciclo mestruale. Negli anni '20 il ginecologo giapponese Kyusaku Ogino e l'austriaco Hermann Knaus scoprirono indipendentemente che l'ovulazione avviene circa quattordici giorni prima del ciclo mestruale successivo. Ogino usò la sua scoperta per sviluppare un metodo di supporto alle donne infertili per programmare i rapporti finalizzati a ottenere una gravidanza.
Nel 1930, John Smulders, un medico cattolico romano dei Paesi Bassi, utilizzò le scoperte di Knaus e Ogino per creare il metodo del ritmo. Smulders pubblicò il suo lavoro con l'associazione medica cattolica romana olandese, e questo metodo ritmico fu promosso nei decenni successivi. Pur mantenendo la procreazione come funzione primaria del rapporto sessuale, l'enciclica Casti connubii del dicembre 1930 di papa Pio XI riconosceva come secondaria il fine unitivo del rapporto sessuale. Questa enciclica affermava che non vi era alcuna macchia morale associata all'avere rapporti coniugali in momenti in cui "non si può generare nuova vita". Ciò si riferiva principalmente a condizioni come la gravidanza in corso e la menopausa. Nel 1932, un medico cattolico pubblicò un libro intitolato The Rhythm of Sterility and Fertility in Women che descriveva il metodo, e gli anni '30 videro anche l’apertura della prima Rhythm Clinic statunitense (fondata da John Rock) nella quale si insegnava il metodo alle coppie cattoliche. Fu durante questo decennio che il Rev. Wilhelm Hillebrand, un prete cattolico attivo in Germania, sviluppò un sistema per evitare la gravidanza basato sulla temperatura corporea basale.

### Durante il XX secolo
Una minoranza di teologi cattolici continuò a dubitare della moralità dell'astinenza periodica. Alcuni storici considerano due discorsi pronunciati da papa Pio XII nel 1951 come la prima inequivocabile accettazione dell'astinenza periodica da parte della Chiesa cattolica.
Gli anni '50 videro anche un altro importante progresso nella consapevolezza della fertilità: il Dr. John Billings scoprì la relazione tra il muco cervicale e la fertilità mentre lavorava per il Melbourne Catholic Family Welfare Bureau. Billings e molti altri medici studiarono questo segno per un certo numero di anni e alla fine degli anni '60 pubblicarono studi clinici e iniziato a creare centri di insegnamento in tutto il mondo.
La Costituzione Pastorale sulla Chiesa nel mondo moderno del Concilio Vaticano II dichiarava: «Pur non facendo valere gli altri fini del matrimonio, la vera pratica dell'amore coniugale, e tutto il senso della vita familiare che ne deriva, hanno questo scopo: che l’ «amore coniugale vero e ben compreso e tutta la struttura familiare che ne nasce tendono, senza trascurare gli altri fini del matrimonio, a rendere i coniugi disponibili a cooperare coraggiosamente con l'amore del Creatore e del Salvatore che attraverso di loro continuamente dilata e arricchisce la sua famiglia » (n. 50). Oltre a ciò, i vescovi decisero di delegare alla Pontificia Commissione per il controllo delle nascite il compito di consigliare papa Paolo VI sulla questione. 64 dei 68 membri votanti raccomandarono di consentire altri mezzi di contraccezione, ma Paolo VI si pronunciò diversamente.
L’enciclica Humanae Vitae, pubblicata nel 1968 da papa Paolo VI, rivolgeva agli scienziati una direttiva pastorale: "È sommamente desiderabile...che la scienza medica riesca, mediante lo studio dei ritmi naturali, a determinare una base sufficientemente sicura per la casta limitazione della prole". Il documento fu letto come una pronuncia a favore degli emergenti metodi di riconoscimento della fertilità che erano basati su metodi più affidabili rispetto al metodo del ritmo. Solo pochi anni dopo, nel 1971, fu avviata la prima organizzazione che insegnava un metodo sinto-termico, utilizzando sia il muco che l'osservazione della temperatura. Ora chiamata Couple to Couple League International, questa organizzazione è stata fondata da John e Sheila Kippley, cattolici laici, insieme al dottor Konald Prem. Durante il decennio successivo, si formarono altre organizzazioni cattoliche ormai di grandi dimensioni: Family of the Americas (nel 1977) e la Creighton Model, come parte del Pope Paul VI Institute (nel 1985). Entrambe erano basate su sistemi di PFN.
L'uso del termine pianificazione familiare naturale per descrivere metodi basati sul calendario è considerato errato dalla Conferenza dei vescovi cattolici degli Stati Uniti, che considera tali metodi "imprecisi". Alcune organizzazioni classificarono i metodi basati sul calendario come forme di PFN. Ad esempio, nel 1999 l'Istituto per la salute riproduttiva della Georgetown University sviluppò lo Standard Days Method (SDM), che è più efficace del metodo del ritmo. L'SDM è promosso dalla Georgetown University come una forma di pianificazione familiare naturale.

## Diffusione
Si stima che il 2% –3% della popolazione mondiale in età riproduttiva faccia affidamento sull'astinenza periodica per evitare la gravidanza. Tuttavia, non è chiaro quanta parte di questa faccia uso di metodi NFP. Alcune fonti cattoliche considerano le coppie che non rispettano le restrizioni religiose associate alla pianificazione familiare naturale al di fuori del dominio di utenti della NFP.
Sono disponibili pochi dati sulla diffusione della pianificazione familiare naturale a livello mondiale. In Brasile, la PFN è il terzo metodo di pianificazione familiare più popolare. Il metodo di riconoscimento della fertilità riferita al "periodo sicuro" è la tecnica di pianificazione familiare più comune utilizzata in India, sebbene alcuni utilizzino i preservativi. Di tutte le donne americane intervistate a livello nazionale nel 2002, solo lo 0,9% utilizzava "l'astinenza periodica" (definita come "ritmo del calendario" e "pianificazione familiare naturale") rispetto al 60,6% che utilizzava altri metodi contraccettivi. In Italia, dove la stragrande maggioranza dei cittadini si dichiara cattolica, i metodi della PFN sono raramente insegnati.
Nel 2002, Sam e Bethany Torode, allora una coppia cristiana protestante, pubblicarono un libro che promuoveva l'uso della PFN. Cinque anni dopo, i Torodes iniziarono a sostenere la moralità dei metodi di barriera. Nel 2011 la coppia divorziò ed entrambi abbandonarono l'evangelicalismo conservatore per unirsi a chiese liberali. Molte cliniche NFP e organizzazioni che insegnano tali tecniche sono ricollegabili alla Chiesa cattolica, alla Chiesa di Gesù Cristo dei Santi degli Ultimi Giorni (Chiesa LDS) e ad alcuni membri della fede islamica.
Alcuni cristiani radicali sposano la teologia Quiverfull, che nega tutte le forme di controllo delle nascite, inclusa la pianificazione familiare naturale.

## Contraccezione
Alcuni sostenitori della PFN distinguono tra i propri metodi e la cosiddetta “contraccezione naturale artificiale”. Una parte della letteratura NFP sostiene che la pianificazione familiare naturale è distinta dalla contraccezione. I fautori giustificano questo sistema di classificazione dicendo che la PFN ha caratteristiche uniche non condivise da nessun altro metodo di regolazione delle nascite ad eccezione dell'astinenza. La PFN è aperta alla vita, non altera né la fertilità della donna né la fecondità di un determinato atto sessuale. La NFP può essere utilizzata sia per evitare che per ottenere una gravidanza.
La Chiesa cattolica ha spesso affermato di ritenere l'uso della contraccezione non conforme alla volontà di Dio per il matrimonio cattolico, in quanto interrompe l'aspetto procreativo dell'unione carnale, rendendola innaturale e contraria a quanto Dio ha stabilito per le coppie sposate. Papa Giovanni Paolo II ha affermato in Amore e responsabilità che un aspetto integrale dell'amore tra marito e moglie è l'apertura alla reale potenzialità di diventare genitore, o di diventare genitore di un altro, ogni volta che i coniugi si donano nell’abbraccio sessuale. Edward Sri commentò il documento in Men, Women, and the Mystery of Love affermando che l'apertura alla vita all'interno del matrimonio rafforza un'intimità emotiva che va ad integrare l'intimità fisica.
Queste affermazioni su come la contraccezione può avere un impatto negativo sulla fedeltà all'interno del matrimonio sono supportate da uno studio del 2021 su oltre 2.000 donne sposate, alcune delle quali praticavano la PFN all'interno del loro matrimonio e altre che praticavano la contraccezione. Lo studio ha rilevato che le donne che praticavano la PFN avevano il 58% in meno di probabilità di divorziare rispetto alle loro coetanee che usavano la contraccezione.

## Metodi
Esistono tre tipi principali di NFP: i metodi basati sui sintomi, i metodi basati sul calendario e il metodo dell'allattamento al seno o dell'amenorrea da allattamento.  I metodi basati sui sintomi si basano su segni biologici di fertilità, mentre i metodi basati sul calendario stimano la probabilità di fertilità in base alla durata dei cicli mestruali passati.
Studi clinici del Guttmacher Institute hanno rilevato che l'astinenza periodica ha provocato un fallimento del 25,3% in condizioni tipiche, pur non facendo distinzione tra metodi basati sui sintomi e metodi basati sul calendario.

### Metodi basati sui sintomi
Alcuni metodi di NFP tracciano i segni biologici della fertilità. Al di fuori del concetto cattolico di PFN, questi metodi vengono spesso indicati semplicemente come metodi basati sul riconoscimento della fertilità. I tre segni principali della fertilità di una donna sono la sua temperatura corporea basale (BBT), il suo muco cervicale e la sua posizione nella cervice uterina.  È possibile monitorare la temperatura corporea basale, i livelli ormonali nelle urine, i cambiamenti nella resistenza elettrica della saliva di una donna o una combinazione di questi sintomi.
Da questi sintomi, una donna può imparare a valutare la propria fertilità senza l'uso di un dispositivo computerizzato. Alcuni sistemi utilizzano solo il muco cervicale per determinare la fertilità. Due noti metodi basati sul solo muco sono il metodo di ovulazione di Billings e il Creighton Model FertilityCare System.  Se vengono tracciati due o più segni, il metodo viene definito metodo sintotermico. Due popolari sistemi sintotermici sono insegnati dalla Couple to Couple League e dal Fertility Awareness Method (FAM) con Toni Weschler, che non ha connessioni con la Chiesa Cattolica. Uno studio completato in Germania nel 2007 ha rilevato che il metodo sintotermico ha un'efficacia del 99,6%
Uno studio dell'Organizzazione mondiale della sanità che ha coinvolto 869 donne fertili provenienti da Australia, India, Irlanda, Filippine ed El Salvador ha rilevato che il 93% sarebbe capace di interpretare accuratamente i segnali del proprio corpo indipendentemente dall'istruzione e dalla cultura.
Un metodo sinto-ormonale di NFP sviluppato presso la Marquette University utilizza il monitoraggio della fertilità ClearBlue Easy e la cronologia del ciclo per determinare il periodo fertile. Il monitoraggio misura gli estrogeni e l'LH per determinare il giorno di picco. Questo metodo è applicabile anche durante il postpartum, l'allattamento al seno e la perimenopausa e richiede un minor grado di astinenza rispetto ad altri metodi NFP.
Alcune coppie preferiscono questo metodo perché la lettura del monitor è obiettiva e non è influenzata dalla qualità del sonno come può esserlo la BBT.

### Metodi basati sul calendario
I metodi basati sul calendario determinano la fertilità in base alla registrazione della durata dei precedenti cicli mestruali. Ne sono esempi il Metodo del Ritmo e il Metodo dei Giorni Standard. Quest’ultimo è stato sviluppato e testato dai ricercatori dell'Institute for Reproductive Health della Georgetown University.
Il metodo CycleBeads (CB), indipendente dagli insegnamenti religiosi, è uno strumento visivo basato sul Metodo dei Giorni Standard. Secondo l'Institute of Reproductive Health, se usato come controllo delle nascite, il CB ha un indice di efficacia del 95%.
Sono disponibili programmi per computer per aiutare a tracciare i giorni di fertilità su un calendario.

### Metodo dell'amennorea da allattamento
Il metodo dell'amenorrea da allattamento (LAM) è un metodo per evitare la gravidanza basato sulla naturale infertilità postpartum che si verifica quando una donna è amenorroica e allatta completamente. Le regole del metodo aiutano una donna a identificare e allungare il suo periodo infertile.

## Dibattito
Roderick Hindery riferì che un certo numero di cattolici occidentali si dichiarava in foete disaccordo con la posizione della Chiesa sulla contraccezione. Nel 1968, la Conferenza episcopale canadese pubblicò quello che molti interpretarono come un documento dissenziente, la Dichiarazione di Winnipeg, in cui i vescovi riconoscevano che « un certo numero di cattolici canadesi trovava "estremamente difficile o addirittura impossibile fare proprie tutti gli elementi di questa dottrina» (quelli dell'Humanae vitae). Inoltre, nel 1969, riaffermarono il principio cattolico del primato della coscienza, un principio che secondo loro avrebbe dovuto essere interpretato correttamente, insistendo sul fatto che "un cristiano cattolico non è libero di formare la sua coscienza senza considerare l'insegnamento del magistero, nell'istanza particolare esercitata dal Santo Padre in una lettera enciclica".
Nel 1998 Catholics for a Free Choice affermò che il 96% delle donne cattoliche statunitensi aveva usato contraccettivi ad un certo punto della propria vita e che il 72% dei cattolici statunitensi credeva che si potesse essere un buon cattolico senza obbedire all'insegnamento della Chiesa sul controllo delle nascite.
Un sondaggio condotto nel 2015 dal Pew Research Center tra 5.122 adulti statunitensi (inclusi 1.016 cattolici autoidentificati) rilevò che il 76% dei cattolici statunitensi pensava che la Chiesa dovrebbe consentire ai cattolici di usare il controllo delle nascite.
Nel 2003 la serie TV della BBC Panorama dichiarò che i funzionari della Chiesa insegnarono che l'HIV può passare attraverso la membrana del lattice di gomma di cui sono composti i preservativi. L’Organizzazione mondiale della sanità smentì tale tesi in base a un rapporto del 2000 del National Institutes of Health (NIH) che affermava che l'uso costante di preservativi in lattice riduceva il rischio di trasmissione dell'HIV di circa l'85% rispetto al rischio associato ai rapporti non protetti.
In un'intervista alla televisione olandese nel 2004, il cardinale belga Godfried Danneels dichiarò che l'uso del preservativo dovrebbe essere sostenuto per prevenire l'AIDS nel caso di sesso con una persona infetta dall'HIV, sebbene ciò sia da evitare. Secondo Danneels, "la persona deve usare il preservativo per non disobbedire al comandamento che condanna l'omicidio, oltre a violare il comandamento che proibisce l'adulterio...Proteggersi dalla malattia o dalla morte è un atto di prevenzione. Moralmente, non può essere giudicato allo stesso livello di quando si usa un preservativo per ridurre il numero delle nascite". Nel 2009, papa Benedetto XVI ha affermato che la distribuzione di preservativi non è la soluzione per combattere l'AIDS e anzi peggiora il problema, proponendo come soluzione il "risveglio spirituale e umano" e "l'amicizia per chi soffre".
Il sostenitore della pianificazione familiare artificiale Stephen D. Mumford ha affermato che la motivazione principale dietro la continua opposizione della Chiesa all'uso di contraccettivi è l'impossibilità di apportare modifiche senza compromettere il dogma dell'infallibilità papale. Mumford portò come esempio la citazione fatta dal teologo dissidente August Bernhard Hasler di un rapporto di minoranza di cui era stato co-autore di Papa Giovanni Paolo II prima del suo pontificato:
Si dice che nessuno dei casi citati rientri nel dominio dell'infallibilità papale, dato che il Papa non è considerato infallibile se non nelle rare e solenni occasioni in cui parla ex cathedra. Secondo MR Gagnebet, sebbene l'enciclica Humanae vitae sia considerata da alcuni un documento non infallibile, «l'autorità dottrinale del Papa e dei Vescovi non si limita all'insegnamento infallibile. Il dovere di obbedienza non si limita alle sole definizioni di fede”.
L'opposizione teologica emerse da alcune denominazioni del cristianesimo protestante. Il ministero di Desiring God del teologo riformato John Piper afferma dell’NFP: "Non c'è motivo di concludere che la pianificazione familiare naturale sia appropriata, ma che i mezzi 'artificiali' (non abortivi) non lo siano".  La coppia ortodossa orientale Sam e Bethany Torode, ex sostenitori del solo NFP, riformularono la propri posizione nel modo seguente:
Il sacerdote cattolico tradizionalista Francis Ripley critica il concetto: